# Valeri Charlamov
Valeri Borisovitsj Charlamov (Russisch: Валерий Борисович Харламов) (Moskou, 14 januari 1948 - M-10 nabij Solnetsjnogorsk, 27 augustus 1981) was een Sovjet-Russisch ijshockeyer. Als spits speelde hij in de Sovjet-competitie van 1967 tot zijn dood in 1981 voor CSKA Moskou. In 1972 en 1973 werd hij de meest waardevolle speler in de Soviet Championship League genoemd. In 1972 was hij de speler die de meeste doelpunten maakte.
In totaal maakte Charlamov in 292 interlands 193 doelpunten.
Charlamov nam met het nationale Sovjet-team 11 keer deel aan een wereldkampioenschap, waarbij 8 gouden, 2 zilveren en 1 bronzen medaille werden gewonnen. Drie keer nam hij deel aan de Olympische Winterspelen: tijdens de Olympische Winterspelen van 1972 en die van 1976 won hij de gouden medaille en in de Olympische Winterspelen van 1980 de zilveren medaille. In 1972 nam hij deel aan de Summit Series tegen het nationale team van Canada. Het grootste deel van zijn carriere speelde hij samen met Vladimir Petrov en Boris Michajlov.
Charlamov kwam in 1981 om bij een auto-ongeluk. Na zijn dood werd hij opgenomen in de Hall of Fame van de Internationale IJshockeyfederatie. De Charlamov-trofee wordt jaarlijks uitgereikt aan de beste speler in de Russische hockeycompetitie. De Charlamov Cup wordt uitgereikt aan de winnaar van de Russische jeugdcompetitie en in de continentale hockeycompetitie werd een van de vier divisies naar hem genoemd.

## Jeugd
Charlamov, geboren in Moskou, was een zoon van Boris en Begoñita Charlamov. Boris werkte in een fabriek, Kommunar, en Begoñita werkte bij Aeroflot. Begoñita, geboren als Carmen Orive Abad, was Baskisch en afkomstig uit Bilbao, Spanje. Ze was in 1937 als kind naar de Sovjet-Unie gevlucht vanwege de Spaanse burgeroorlog. Hij werd genoemd naar Valeri Chalov, een Sovjet-piloot. Hij had een jongere zus, Tatiana. In 1956, toen hij acht jaar oud was, vertrok Charlamov met zijn moeder naar Spanje, maar na enkele maanden keerden zij terug naar de Sovjet-Unie. Vanwege de afkomst van zijn moeder had Charlamov gedurende zijn hele carrière de bijnaam "De Spanjaard".
Op vijfjarige leeftijd begon Charlamov met schaatsen, waarbij hij de ijzers van zijn vader onder zijn eigen schoenen bond. Hij werd getraind door Boris, die zelf ook ijshockey gespeeld had. Maar Charlamov, die overigens ook graag football speelde, was in zijn jeugd ziekelijk; in 1961 kreeg hij de diagnose acuut reuma en artsen gaven hem de aanbeveling te stoppen met iedere fysieke activiteit. Hij bracht meerdere maanden door in het ziekenhuis, maar uiteindelijk herstelde hij, zonder duidelijke oorzaak en zonder restverschijnselen.

## Carrière als ijshockeyspeler

### Sovjet-competitie
Charlamov debuteerde succesvol bij CSKA Moskou toen hij 12 was, en sloot zich aan bij hun sportschool. In seizoen 1967-1968 werd hij lid van het volwassenen-team, en op 22 oktober 1967 maakte hij zijn debuut met CSKA, tegen HC Sibir. Echter, Anatoli Tarasov, de coach van het team, vond Charlamov niet goed genoeg voor het team. en na 15 matches met het team van CSKA werd Charlamov naar Zvezda Chebarkul, dat in de derde divisie speelde. Hier leidde hij het team en scoorde 34 doelpunten in 32 wedstrijden.
In seizoen 1968–69 kwam Charlamov terug naar CSKA. In 42 wedstrijden scoorde hij 37 doelpunten en plaatste 12 assists. Hij werd derde scoorder in de competitie met 49 doelpunten. Tijdens een match in oktober 1968 werd hij voor de eerste keer op een lijn gezet met Vladimir Petrov en Boris Michajlov. De drie spelers zouden in de opvolgende jaren samenspelen in zowel CSKA als internationaal. De drie spelers ontvingen de titel Merited Master of Sport als erkenning voor het winnen van een internationaal toernooi, dat later de Izvestia Cup zou gaan heten. Charlamov scoorde vervolgens 33 goals in seizoen 1969–70 van de Sovjet-competitie, en was de vijfde scoorder met in totaal 43 doelpunten, toen CSKA de competitie opnieuw won. In seizoen 1970–71 kwam hij voor de eerste keer bovenaan de scoorderslijst met 40 doelpunten, en eindigde als tweede met in totaal 52 doeplpunten, en CSKA werd opnieuw kampioen.
Hoewel Charlamov nooit in Noord-Amerika speelde, was hij begin 1972 ingeschreven voor de Calgary Broncos van de World Hockey Association, samen met zijn Sovjet-teamgenoten Petrov en Aleksandr Maltsev.

## Internationale toernooien

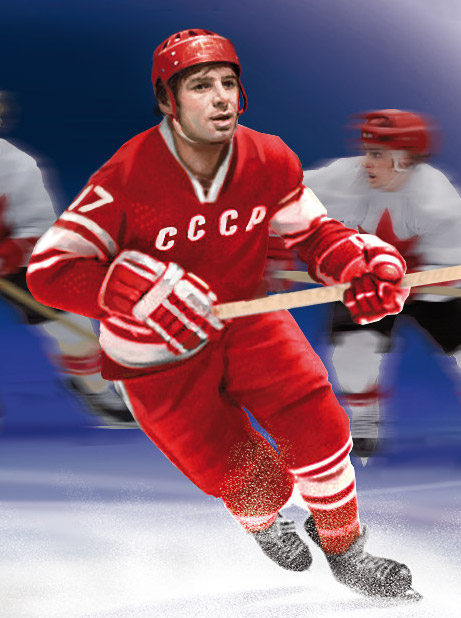
Charlamov op een postzegel (2023)

### Wereldkampioenschappen
Charlamov was al hoog aangeschreven binnen Sovjet-hockey, toen hij nog meer de aandacht op zich vestigde door zijn deelname aan het internationale hockey. Zijn eerste toernooi met het nationale Sovjet ijshockeyteam was het wereldkampioenschap van 1969, waarbij het team de gouden medaille behaalde. Charlamov was voor het daaropvolgende decennium een vaste aanwezige binnen het Sovjet nationale team. Hij nam deel aan in totaal elf wereldkampioenschappen waarbij 8 gouden, 2 zilveren en 1 bronzen medaille werden gewonnen. Hij werd vier keer vermeld in het "All-Star team" van het toernooi (1971, 1972, 1973 en 1976). In wereldkampioenschappen speelde hij in totaal 105 wedstrijden, en maakte daarbij 74 doelpunten en 82 assists (156 punten).

### Summit Series
Omdat de wereldkampioenschappen in het algemeen werden gespeeld in Europa, en het aan spelers van de National Hockey League (NHL) niet werd toegestaan deel te nemen aan Olympische Spelen, waren Charlamov en zijn teamgenoten nog steeds relatief onbekend toen de Summit Series van 1972 gespeeld werd. Dit was een serie bestaande uit acht wedstrijden waarvan er vier in Canada en vier in de Sovjet-Unie werden gespeeld. Het een van de eerste mogelijkheden voor beide landen om hun beste ijshockeyers tegen elkaar te laten spelen. De meeste commentatoren verwachtten een overtuigende overwinning van Canada.
In de eerste wedstrijd van de serie verraste de Sovjet-Unie met een 7–3 overwinning. Charlamov maakte twee doelpunten tegen Ken Dryden tijdens de tweede speelperiode, en werd de meest waardevolle speler van de wedstrijd genoemd. Mensen die Charlamov niet eerder hadden zien spelen waren erg onder de indruk. De verdediger Serge Savard noemde Charlamov een van de top 5 spelers aller tijden. De hoofdcoach van het Canadese team Harry Sinden zou later over Charlamov zeggen: "Hij had de vaardigheid en de mogelijkheden van iedere NHL-speler uit die periode."
In de zesde wedstrijd uit de serie gaf Bobby Clarke een klap aan Charlamov, waardoor er een bot in zijn enkel brak. Hierdoor ontbrak hij op de zevende wedstrijd van de serie. Op de slotwedstrijd speelde hij wel mee, maar was minder effectief. Velen geloofden dat de klap met opzet was uitgedeeld. Assistent-coach John Ferguson zou later verklaren: "Ik riep (Bobby) Clarke bij me op de bank, ik keek naar Charlamov en zei: 'Ik denk dat hij een tikje tegen de enkel nodig heeft'." Voor Charlamov zelf was het vrij zeker dat een poging was gedaan om zijn effectiviteit in te perken. "Ik ben ervan overtuigd dat Bobby Clarke de opdracht had gekregen om mij uit de wedstrijd te halen." De blessure van Charlamov, en zijn mindere spel daarna, werden beschouwd als een kantelpunt in de serie, in het voordeel van Canada, dat in de achtste en beslissende wedstrijd de serie won.
Twee jaar later maakte Charlamov opnieuw deel uit van het Sovjet-team, tijdens de Summit Series 1974, waarbij werd gespeeld tegen de beste Canadese spelers uit de World Hockey Association. De Sovjets waren de winnaar van deze serie, met vier keer winst, één keer verlies en drie keer gelijkspel. Charlamov maakte twee doelpunten en plaatste zes assists.

### Olympische Spelen
Charlamov won met het nationale Sovjet ijshockeyteam gouden medailles op de medals at the Olympische Winterspelen 1972 en de Olympische Winterspelen 1976. In vijf wedstrijden op het toernooi in 1972 scoorde Charlamov negen doelpunten en plaatste zeven assists. Hij won zijn tweede gouden medaille met de Sovjet-Unie in 1976, met drie doelpunten en zes assists. Charlamov won op de Olympische Winterspelen 1980 met het Sovjet-team een zilveren medaille, wat zijn laatste internationale toernooi was. In totaal won Charlamov op de Olympische Spelen twee gouden en één zilveren medaille, en hij scoorde 36 doelpunten in 22 wedstrijden.
Charlamov nam nooit deel aan een toernooi van de Canada Cup. In 1976 miste hij het toernooi vanwege letsel dat hij had opgelopen bij zijn eerste grote auto-ongeluk. In 1981, kort voor het auto-ongeluk dat hem fataal werd, was hij niet geselecteerd voor de Canada Cup omdat Tikhonov van mening was dat Charlamov te oud was, en onvoldoende in vorm. Volgens de schoonmoeder van Charlamov was hij van plan geweest om na deelname aan het toernooi in 1981 aan te kondigen dat hij zich ging terugtrekken uit de topsport.

## Overlijden

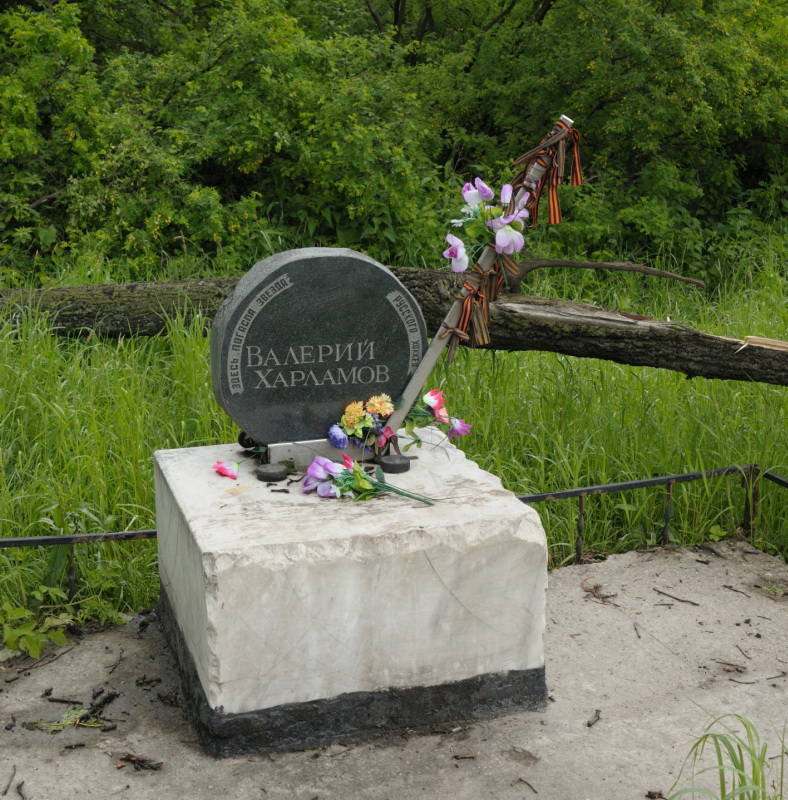
Herdenkingsteken langs de weg aan Valeri Charlamov, in de omgeving van waar het fatale ongeluk plaatsvond

Charlamov was nog een actieve speler voor CSKA toen hij op 27 augustus 1981 omkwam bij een auto-ongeluk. Voorafgaand aan het ongeluk was aan Charlamov medegedeeld dat hij geen deel zou uitmaken van het Sovjet team dat zou deelnemen aan de wedstrijden voor de 1981 Canada Cup. Coach Viktor Tikhonov vertelde dat Charlamov buiten de selectie was gelaten vanwege twijels over zijn conditie. Irina, de echtgenote van Charlamov, reed terug van Moskou naar het buitenhuisje van de familie toen ze de macht over het stuur verloor en op de baan van tegemoetkomend verkeer terechtkwam, waar ze frontaal in botsing kwam met een vrachtwagen. Irina had op dat moment geen rijbewijs. Toen de lichamen werden gevonden zag men dat Charlamov vanuit zijn passagiersstoel het stuur vasthield. Een nicht van Irina kwam ook om het leven. Tijdens de plechtigheid voor de begrafenis in Moskou liepen fans langs de kist, die zich bevond in de centrale ijsbaan van CSKA. Dichtbij de plaats van het ongeluk is een herdenkingssteen geplaatst in de vorm van een hockeypuck, met de inscriptie "Hier is de ster van het Russische hockey omgekomen."

## Nalatenschap
Na zijn dood besloten Charlamovs teamgenoten bij CSKA dat niemand binnen de organisatie de sweater van Charlamov, met nummer 17, zou dragen, totdat zijn zoon Aleksandr oud genoeg zou zijn geworden om het te dragen. Aleksandr droeg nummer 17 totdat hij tiener werd, maar ging later over naar nummer 22, omdat hij het gevoel had dat de verwachtingen die gepaard gingen met het nummer van zijn vaders sweater te hoog waren. Toen hij in 1992 met CSKA voor Tikhonov speelde, werd hem ontnomen om hier zelf over te besluiten, en kreeg hij de sweater met nummer 17. Na aanvankelijk te aarzelen, zei Aleksandr later: "Nu ben ik er aan gewend. Ik voelde eerst een extra last op mijn schouders. Maar nu heb ik dat gevoel niet meer." Het nummer 17 is niet gedragen door enig lid van het Russische nationale ijshockeyteam in internationale competities voor volwassenen. Ilya Kovaltsjoek draagt in clubcompetites meestal nummer 17, om daarmee te Charlamov te eren, de favoriete speler van zijn vader.

Monument voor Valeri Charlamov in Moskou

Ter nagedachtenis aan Charlamov, begon de krant Sovjetski Sport in 2002 met de Charlamov Trofee; deze wordt jaarlijks uitgereikt aan de beste Russische speler in de National Hockey League, die wordt gekozen door de Russische spelers in deze competitie. De jaarlijkse  winnaar van de playoffs in de Russische Junior Hockey League ontvangt de Charlamov Cup. De trofee bevat een naar Charlamov gemodelleerde figuur.  The trophy features a figure modeled after Kharlamov at the top. Een van de afdelingen in het oostelijke gedeelte van de Kontinental Hockey League is ook naar hem genoemd. In 2013 werd door directeur Nikolay Lebedev de film Legend No. 17 vrijgegeven, waarin voor het grootste gedeelte Charlamov wordt gespeeld door Danila Kozlovsky. In 2013 werd Legend No 17 genomineerd voor 11 Golden Eagle Awards, waarvan er 6 werden toegekend, waaronder 'Beste Draaiboek'. De film zou een persoonlijke favoriet zijn van Vladimir Poetin.
Charlamov werd in 1998 postuum opgenomen in de Hall of Fame van de International Ice Hockey Federation (IIHF). De "Milestone Award" wordt uitgereikt door de IIHF Hall of Fame aan teams die significante bijdrages hebben geleverd aan internationaal ijshockey. In 2012 werd deze uitgereikt aan Charlamov's Summit Series Sovjet-Unie-team uit 1972. Bij gelegenheid van de honderdste verjaardag van de IIHF in 2008, werd Charlamov door een panel van experts opgenomen in het IIHF Centennial All-Star Team, samen met drie andere Sovjet-spelers: Vladislav Tretiak, Viacheslav Fetisov en Sergej Makarov. Charlamov werd in 2005 opgenomen in de Hockey Hall of Fame. Dit werd onderstreept met prijzende woorden van een speler die een groot fan van hem was, Ilya Kovaltsjoek. Charlamov was de tweede in de Sovjet-Unie getrainde speler, na Tretiak, die werd opgenomen in de Hall of Fame. Toen hij hoorde dat zijn vader was opgenomen in de Hall of Fame zei Aleksandr Charlamov: "Ik wil u bedanken voor het denken aan mijn vader." In 2014 was Charlamov deel van de eerste groep die werd opgenomen in de Sovjet/Russische IJshockey Hall of Fame.
In 2003 werd een asteroïde naar hem genoemd: (10675) Charlamov.

## Speelstijl
Charlamov was relatief klein (meting tijdens de Summit Series: lengte 1.75 meter, gewicht 76 kg), maar was een getalenteerde aanvaller. In ziijn succesjaren was hij een van de dominerende spelers in Sovjet ijshockey, en die reputatie had hij ook bij internationale toernooien. Charlamov hield van de creatieve mogelijkheden die door zijn sport werden geboden: "Ik houd ervan om mooie doelpunten te maken." Zijn stijl werd door sommigen vergeleken met die van Wayne Gretzky, in de zin dat zijn totale spelniveau hoger was dan zijn afzonderlijke vaardigheden, zoals schaatsen of schieten van de puck. Bij fans en teamgenoten was hij erg populair.

## Persoonlijk leven
Charlamov en Irina hadden twee kinderen, een zoon, Aleksandr, meestal "Sasha" genoemd, en een dochter, Begonita. Valeri trouwde met Irina in 1975, nadat Aleksandr geboren was. Toen dat gebeurde wist Charlamov niet dat hij een zoon had, totdat Irina hem belde en vertelde dat hij de vader vande baby was. Nadat hun ouders waren overleden, gingen de kinderen wonen bij hun grootmoeder van moederszijde in Moskou. Aleksandr was slechts vijf jaar oud toen zijn vader overleed en heeft geen scherpe herinneringen aan hem, maar heeft wel opnames van zijn wedstrijden gezien. Aleksandr zou ook een ijshockeyer worden, en was in 1994 als vijftiende geselecteerd door de Washington Capitals bij de inschrijving voor de NHL. Hij speelde echter nooit in de NHL, maar in lagere competities in Noord-Amerika, waar hij belangrijk was voor de Hampton Roads Admirals bij het winnen van de Kelly Cup. Hij speelde later in Rusland tot zijn pensionering in 2004. De zoon van Aleksandr heet Valeri, genoemd naar zijn grootvader, zijn favoriete sport is echter football, en niet ijshockey. Na zijn overleden werd Charlamov begraven in het kerkhof van Kuntsevo in het Moskouse district Kuntsevo.